# Sabrevois (cépage)
Pour les articles homonymes, voir Sabrevois.
Le sabrevois, également appelé ES 2-1-9 (ES 219), est un cépage de raisin hybride rouge créé par Elmer Swenson dans l'État américain du Wisconsin. Le cépage a été nommé ainsi en l'honneur du village de Sainte-Anne-de-Sabrevois, situé au sud-est de Montréal, au Québec, où le premier vin de qualité fabriqué avec ce cépage a été produit,. Il s'agit d'un mélange entre l'Elmer swenson 283 et l'Elmer swenson 193. Sa caractéristique principale est sa résistance au froid, alors que la vigne peut résister à des températures allant jusqu'à -35 degrés Celsius,.

## Types de vin
Le sabrevois peut être utilisé pour la fabrication de vins rosés et de vins rouges secs.  

## Distribution géographique
Le sabrevois est un cépage utilisé entre autres dans l'État américain du Minnesota, connu sous le nom de ES 2-1-9 à cet endroit. Depuis environ l'année 2000 il est cultivé au Québec. Il possède des racines communes avec le cépage sainte-croix, qui est également utilisé dans les régions du Nord des États-Unis et au Québec. 